# Anthony Mandler
Anthony Mandler, né le 18 avril 1973 à Los Angeles en Californie (États-Unis), est un réalisateur de clips musicaux américain. Il a notamment réalisé des vidéos pour Muse, Rihanna, Jay-Z, Beyoncé ou encore Lana Del Rey.

## Filmographie

### Cinéma
- 2018 : Monster
- 2023 : Surrounded (en)

### Clips
2000
- 8Ball & MJG - Pimp Hard
- 4th Avenue Jones (en) - Respect

2001
- Black Eyed Peas feat. Chali 2na - Get Original
- Laura Dawn (en) - I Would

2003
- Maria - I Give, You Take

2005
- Snoop Dogg - Ups & Downs/Bang Out
- M.I.A. - Bucky Done Gun
- Common - Testify
- Kem - Find Your Way (Back In My Life)
- 50 Cent - Hustler's Ambition
- Sean Paul - Ever Blazin'
- DPGC feat. Snoop Dogg & Nate Dogg - Real Soon
- Eminem - When I'm Gone

2006
- Rihanna - Unfaithful
- Sleepy Brown (en) feat. Pharrell & Big Boi - Margarita
- The Killers - When You Were Young
- Nelly Furtado - Maneater
- Rihanna - We Ride
- Beyoncé - Irreplaceable
- Jay-Z feat. Chrisette Michele - Lost One
- Omarion - Ice Box
- Ne-Yo - Sexy Love

2007
- Snoop Dogg - Boss' Life
- Fergie - Big Girls Don't Cry
- Rihanna - Shut Up and Drive
- Rihanna - Don't Stop The Music
- Enrique Iglesias - Somebody's Me
- Rihanna feat. Ne-Yo - Hate That I Love You
- Duran Duran - Falling Down
- The Killers feat. Lou Reed - Tranquilize
- Spice Girls - Headlines (Friendship Never Ends)
- Beyoncé - Get Me Bodied

2008
- OneRepublic - Stop and Stare
- Rihanna - Take A Bow
- Maroon 5 feat. Rihanna  - If I Never See Your Face Again
- Rihanna - Disturbia
- T.I. feat. Rihanna - Live Your Life
- Akon - Right Now (Na Na Na)
- Enrique Iglesias feat. Sean Garrett - Away
- Rihanna feat. Justin Timberlake - Rehab
- R. Kelly - Skin
- Wyclef Jean feat. Will.i.am, Imposs, Jimmy O & Melissa Jiménez - Let Me Touch Your Button
- Bayje - Find a Way
- OneRepublic - Say (All I Need)

2009
- John Legend - Everybody Knows
- Utada - Come Back To Me
- Melanie Fiona - Give It to Me Right
- Daniel Merriweather - Red
- The Killers - A Dustland Fairytale
- Eminem - Beautiful
- Jay-Z - D.O.A. (Death of Auto-Tune)
- Jay-Z feat. Rihanna & Kanye West - Run This Town
- Mary J. Blige - Stronger
- Mary J. Blige feat. Drake - The One
- Daniel Merriweather - Impossible
- Rihanna - Wait Your Turn
- Rihanna - Russian Roulette
- John Mayer - Who Says
- Amerie - Heard 'Em All
- Ryan Leslie - You're Not My Girl
- Mary J. Blige - I Am
- Jay-Z feat. Mr Hudson - Young Forever
- Maxwell - Bad Habits
- Robin Thicke - Dreamworld

2010
- Usher feat. Will.i.am - OMG
- Drake - Over
- Drake - Find Your Love
- Muse - Neutron Star Collision (Love Is Forever)
- Rihanna - Te Amo
- Usher - There Goes My Baby
- Christina Aguilera - You Lost Me
- Trey Songz feat. Nicki Minaj - Bottoms Up
- Drake feat. Lil Wayne - Miss Me
- Trey Songz - Can't Be Friends
- Rihanna - Only Girl (In the World)
- John Mayer - Heartbreak Warfare
- Nikki & Rich (en) - Next Best Thing
- Nikki & Rich (en) - Same Kind of Man
- Drake feat. T.I. & Swizz Beatz - Fancy (non sortie)[1]

2011
- Jennifer Hudson - Where You At
- Rihanna - California King Bed
- Rihanna - Man Down
- Romeo Santos feat. Usher - Promise
- Tyler, The Creator feat. Frank Ocean - She (coproducteur)[2]

2012
- Nicki Minaj - Starships
- Shakira - Addicted to You
- Cheryl - Call My Name
- fun. - Some Nights
- Lana Del Rey - National Anthem
- Cheryl - Under the Sun
- Justin Bieber feat. Big Sean -As Long as You Love Me
- Lana Del Rey -Ride
- fun. - Carry On
- Rihanna - Diamonds
- Taylor Swift - I Knew You Were Trouble
- Muse – Madness

2013
- Taylor Swift - 22
- Selena Gomez - Come & Get It
- The Weeknd - Belong To The World
- Jay-Z feat. Justin Timberlake - Holy Grail
- Lana Del Rey - Tropico

2014
- Jennifer Hudson feat. T.I. - I Can't Describe (The Way I Feel)
- Shakira - Dare (La La La)
- Jennifer Lopez - First Love
- Lenny Kravitz - The Chamber

2015
- Nate Ruess - Nothing Without Love

2018
- Shawn Mendes feat. Khalid - Youth

2019
- Jonas Brothers - Sucker
- Jonas Brothers - Cool
- SZA, The Weeknd, Travis Scott - Power Is Power
- Jonas Brothers - Only Human

2021
- Nick Jonas - Spaceman

2023
- Jonas Brothers - Waffle House